# Лавленд (Айова)
Лавленд (англ. Loveland) — переписна місцевість (CDP) в США, в окрузі Поттаваттамі штату Айова. Населення — 36 осіб (2020).

## Географія
Лавленд розташований за координатами 41°29′51″ пн. ш. 95°53′28″ зх. д. / 41.49750° пн. ш. 95.89111° зх. д. (41.497387, -95.891009).  За даними Бюро перепису населення США в 2010 році переписна місцевість мала площу 0,16 км², уся площа — суходіл.

## Демографія
Згідно з переписом 2010 року, у переписній місцевості мешкало 35 осіб у 17 домогосподарствах у складі 8 родин. Густота населення становила 213 особи/км².  Було 21 помешкання (128/км²).
Расовий склад населення:
| - 100,0 % — білих |

До двох чи більше рас належало 0,0 %. Частка іспаномовних становила 0,0 % від усіх жителів.
За віковим діапазоном населення розподілялося таким чином: 17,1 % — особи молодші 18 років, 62,9 % — особи у віці 18—64 років, 20,0 % — особи у віці 65 років та старші. Медіана віку мешканця становила 46,5 року. На 100 осіб жіночої статі у переписній місцевості припадало 118,8 чоловіків;  на 100 жінок у віці від 18 років та старших — 107,1 чоловіків також старших 18 років.
Цивільне працевлаштоване населення становило 31 осіб. Основні галузі зайнятості: транспорт — 38,7 %, сільське господарство, лісництво, риболовля — 32,3 %.